# معسكر أوشفيتس

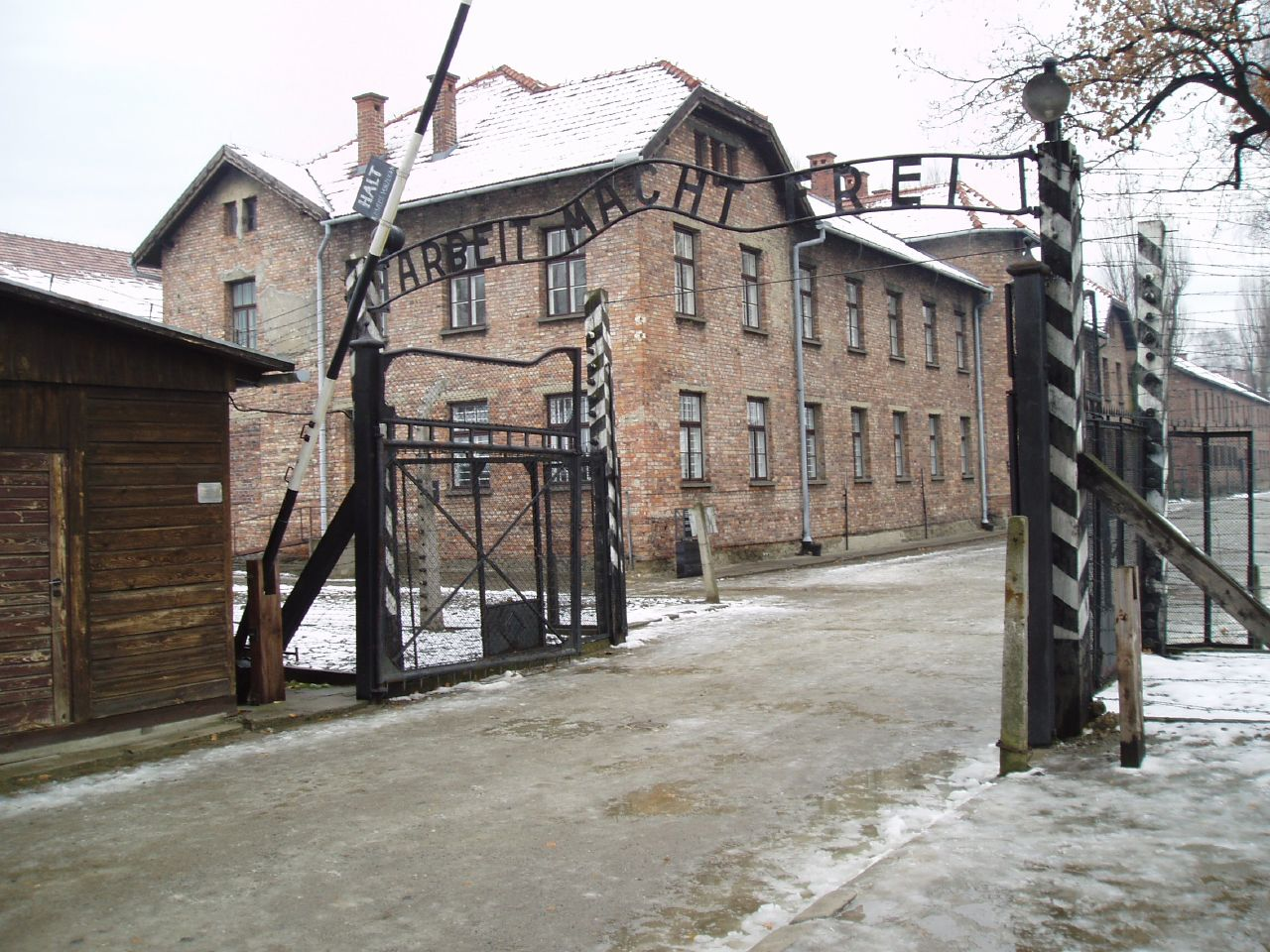
مدخل معسكر أوشفيتز للاعتقال.

معسكر اعتقال أوشفيتس (بالألمانية: Konzentrationslager Auschwitz؛ ويسمى أيضًا KL Auschwitz أو KZ Auschwitz) هو مجمع يضم أكثر من 40 معسكر اعتقال وإبادة أدارته ألمانيا النازية في الجزء المحتل من بولندا (في جزء جرى ضمه إلى ألمانيا عام 1939) خلال الحرب العالمية الثانية والهولوكوست. كان يتألف من أوشفيتز الأول وهو المعسكر الرئيسي (ستاملاغر) في أشفنشم؛ وأوشفيتز الثاني في بيركينو وهو معسكر اعتقال وإبادة بغرف الغاز؛ وأوشفيتز الثالث في مونوفيتز وهو معسكر عمل للمجموعة الكيميائية إي غه فاربن؛ وعشرات المعسكرات الفرعية. أصبحت المعسكرات موقعًا رئيسيًا للحل النازي النهائي للمسألة اليهودية.
بعد أن أشعلت ألمانيا الحرب العالمية الثانية بغزو بولندا في سبتمبر عام 1939، حولت شوتزشتافل (قوات الأمن الخاصة النازية) أوشفيتز الأول وثكنات الجيش إلى معسكر لأسرى الحرب.
كان النقل الأولي للمعتقلين السياسيين إلى أوشفيتز يتألف تقريبًا من البولنديين الذين جرى إنشاء المعسكر في البداية من أجلهم. وكان معظم السجناء بولنديين في العامين الأولين.
في مايو عام 1940، استُقدم المجرمون الألمان إلى المعسكر للعمل ككوادر فيه، ما أكسب المعسكر سمعة السادية. وقد تعرض السجناء للضرب والتعذيب والإعدام لأبسط الأسباب. وقعت أولى عمليات القتل بالغاز - للسجناء السوفييت والبولنديين - في الكتلة 11 من معسكر أوشفيتز الأول في أغسطس عام 1941 تقريبًا.
بدأ بناء أوشفيتز الثاني في الشهر التالي، ومن عام 1942 حتى أواخر عام 1944 نقلت قطارات الشحن اليهود من جميع أنحاء أوروبا التي تحتلها ألمانيا إلى غرف الغاز فيها. من بين 1.3 مليون شخص جرى إرسالهم إلى أوشفيتز، قُتل 1.1 مليون شخص. ويشمل عدد الضحايا 960.000 يهودي (قتل 865.000 منهم بالغاز عند وصولهم)، و74.000 من الإثنية البولندية، و21.000 من الغجر، و15.000 أسير حرب سوفيتي، وما يصل إلى 15.000 أوروبي آخر. مات الذين لم يقتلوا بالغاز عن طريق الجوع أو الإرهاق أو المرض أو الإعدام الفردي أو الضرب. وقتل آخرون خلال التجارب الطبية.
حاول ما لا يقل عن 802 سجينًا الهروب، ونجح بذلك 144 سجينًا، وفي 7 أكتوبر عام 1944، شنت وحدتان من وحدات زوندركوماندوس، تتكونان من سجناء يديرون غرف الغاز، انتفاضة فاشلة. وحوكم فقط 789 من أفراد شوتزشتافل (ما لا يزيد عن 15٪) بعد انتهاء الهولوكوست؛ وأُعدم العديد منهم، بما في ذلك قائد المعسكر رودولف هوس. وكان فشل الحلفاء في التصرف وفقًا للتقارير المبكرة عن الفظائع وذلك بقصف المعسكر أو السكك الحديدية الخاصة به أمرًا مثيرًا للجدل.
مع اقتراب الجيش الأحمر السوفيتي من معتقل أوشفيتز في يناير عام 1945، في نهاية الحرب، أرسلت قوات الأمن الخاصة معظم قاطني المعسكر غربًا في مسيرة موت إلى معسكرات داخل ألمانيا والنمسا. دخلت القوات السوفيتية المعسكر في 27 يناير عام 1945، وهو يوم يحتفل به منذ عام 2005 باعتباره اليوم الدولي لإحياء ذكرى الهولوكوست. وفي العقود التي أعقبت الحرب، كتب الناجون مثل بريمو ليفي وفيكتور فرانكل وإيلي فيزل مذكرات عن تجاربهم، وأصبح المعسكر رمزًا مهيمنًا للهولوكوست. وفي عام 1947، أسست بولندا متحف أوشفيتز بيركينو الحكومي في موقع أوشفيتز الأول والثاني، وفي عام 1979 أصبح موقعًا للتراث العالمي من قبل اليونسكو.

## الخلفية
جمعت أيديولوجية الاشتراكية الوطنية (النازية) بين عناصر «النظافة العرقية»، وعلم تحسين النسل، ومعاداة السامية، ورابطة الشعوب الجرمانية، والتوسع الإقليمي، مثلما كتب ريتشارد جي. إيفانز. وأصبح أدولف هتلر وحزبه النازي مهووسين «بالمسألة اليهودية». وأثناء استيلاء النازيين على السلطة في ألمانيا عام 1933 مباشرة انتشرت أعمال العنف ضد اليهود الألمان في كل مكان، وجرى إصدار تشريع يستبعدهم من بعض المهن، بما في ذلك الخدمة المدنية والمجال القانوني.
شجعت المضايقات والضغط الاقتصادي اليهود على مغادرة ألمانيا؛ إذ مُنعت أعمالهم التجارية من الوصول إلى الأسواق، ومُنعت من الإعلان في الصحف، وحُرمت من العقود الحكومية. وفي 15 سبتمبر عام 1935، أصدر الرايخستاغ قوانين نورمبرغ. كان الأول قانون مواطنة الرايخ، الذي يعرف المواطنين على أنهم «الألمان أو ذوو الدماء الألمانية الذين يظهرون بسلوكهم أنهم مستعدون ومناسبون لخدمة الشعب الألماني والرايخ بأمانة»، وقانون حماية الدم الألماني والشرف الألماني الذي يحظر الزواج والعلاقات خارج نطاق الزواج بين الذين لديهم «دم ألماني أو قرابة دم» واليهود.
عندما غزت ألمانيا بولندا في سبتمبر عام 1939، اندلعت الحرب العالمية الثانية، أمر هتلر بتدمير القيادة البولندية والمثقفين. وجرى ضم المنطقة المحيطة بأوشفيتز إلى الرايخ الألماني، كجزء من غاو سيليزيا الأولى التي أصبحت منذ عام 1941 غاو سيليزيا العليا. وأسس المعسكر في أوشفيتز في أبريل عام 1940، في البداية كان معسكرًا للحجر للسجناء السياسيين البولنديين. وفي 22 يونيو عام 1941 في محاولة للحصول على أراضٍ جديدة غزا هتلر الاتحاد السوفيتي. وجرت أول حادثة إعدام بالغاز في أوشفيتز - لمجموعة من أسرى الحرب السوفييت - نحو أغسطس عام 1941. وبحلول نهاية ذلك العام، خلال ما يعتبره معظم المؤرخين المرحلة الأولى من الهولوكوست، قُتل 500.000-800.000 يهودي سوفيتي في إطلاق نار جماعي على يد مجموعة من الأينزاتسغروبن (وحدات القتل المتنقلة الألمانية)، والجنود الألمان العاديين، والمتعاونين المحليين. وفي مؤتمر وانسيي في برلين في 20 يناير عام 1942، قدم راينهارد هايدريش الحل النهائي للمسألة اليهودية لكبار النازيين، ومنذ أوائل عام 1942 نقلت قطارات الشحن اليهود من جميع أنحاء أوروبا المحتلة إلى معسكرات الإبادة الألمانية في بولندا: أوشفيتز، وبيلزك، وخيلمنو، ومايدانيك، وسوبيبور، وتريبلينكا. قُتل معظم السجناء بالغاز عند وصولهم.

## المعسكرات

### أوشفيتز الأول
كان في البداية معسكرًا سابقًا في الحرب العالمية الأولى للعمال العابرين ثم ثكنة للجيش البولندي، وكان أوشفيتز الأول المعسكر الرئيسي (ستاملاغر) والمقر الإداري لمجمع المعسكر. اقترح الموقع لأول مرة في فبراير عام 1940 على بعد خمسين كم جنوب غرب كراكوف، كمعسكر للحجر للسجناء البولنديين من قبل أرباد ويغاند مفتش السيبو (شرطة الأمن) ونائب إريك فون ديم باش زيليوسكي، القائد الأعلى لقوات الأمن والشرطة في سيليزيا. أرسل ريتشارد غلوكس، رئيس مفتشية معسكرات الاعتقال، والتر إيسفيلد وهو القائد السابق لمعسكر اعتقال زاكسنهاوزن في أورانينبورغ ألمانيا لتفقده. وبلغ طوله نحو 1000 متر وعرضه 400 متر، كان معسكر أوشفيتز يتألف في ذلك الوقت من 22 مبنى من الطوب، ثمانية منها تتكون من طابقين. وجرى بناء طابق ثانٍ للأبنية الأخرى في عام 1943 وبنيت ثمان كتل جديدة.

وافق هاينش هيلمر قائد القوات الخاصة النازية، ورئيس وحدات إس إس، على الموقع في أبريل عام 1940 بناءً على توصية رودولف هوس القائد الأعلى للوحدات الهجومية أوبرستورمبانفورر من مفتشية المعسكرات. أشرف هوس على تطوير المعسكر وعمل كقائد أول له. وصل أول 30 سجينًا في 20 مايو عام 1940 من معتقل زاكسنهاوزن. كان «المجرمون المحترفون» الألمان (بيروفسفيربريشر) يعرفون باسم الخضر (Grünen) بسبب المثلثات الخضراء الموجودة على ملابس السجن. وجرى إحضار هذه المجموعة إلى المعسكر ككوادر، وأسست بأفعالها نمط حياة سادي في بدايات المعسكر، والذي كان موجهًا بشكل خاص ضد السجناء البولنديين، حتى تولى السجناء السياسيون أدوارهم. وأصبح برونو بروديفيتش السجين الأول (الذي حصل على الرقم التسلسلي 1) زعيم المخيم (لاغارايتستيه). وأعطي الآخرون مناصب مثل كابو (موظف سجين) ومشرف المبنى.

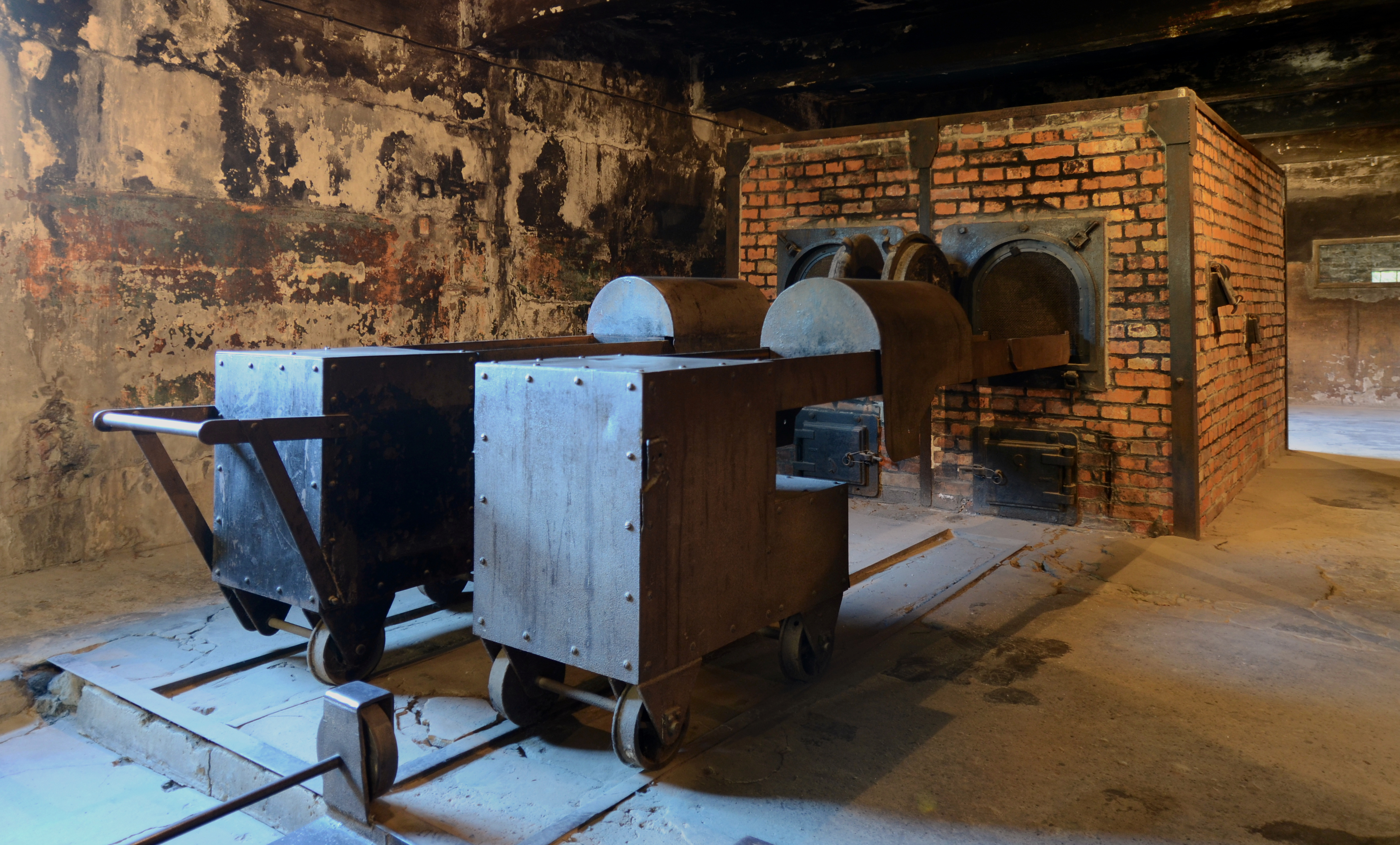
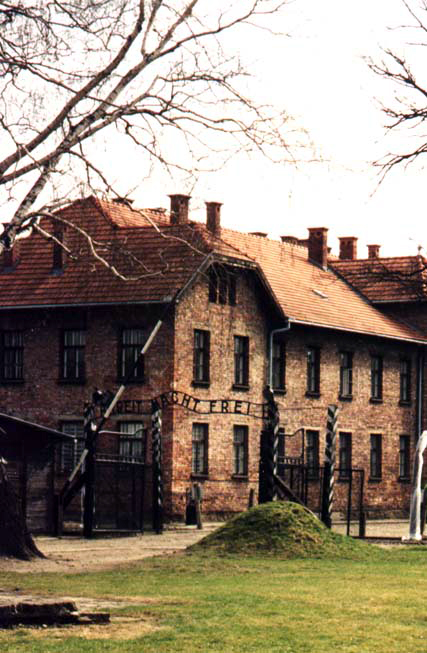
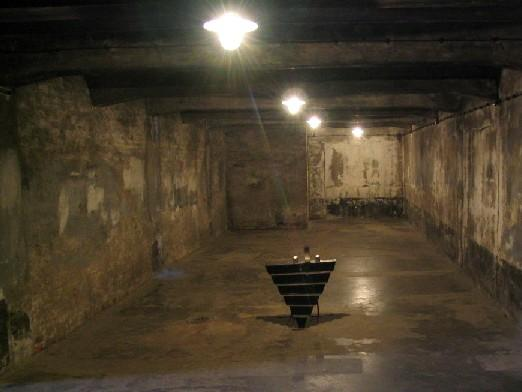
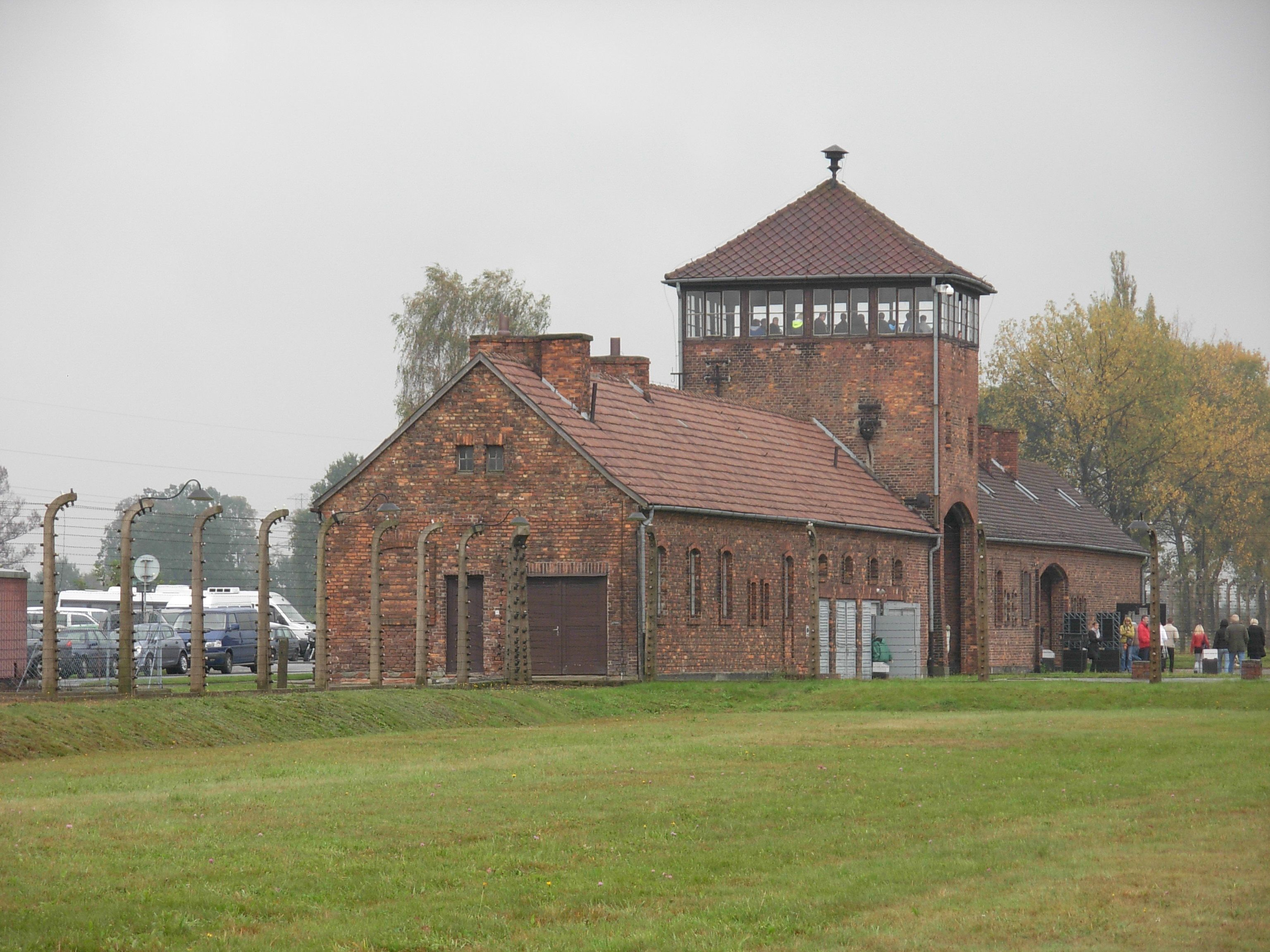
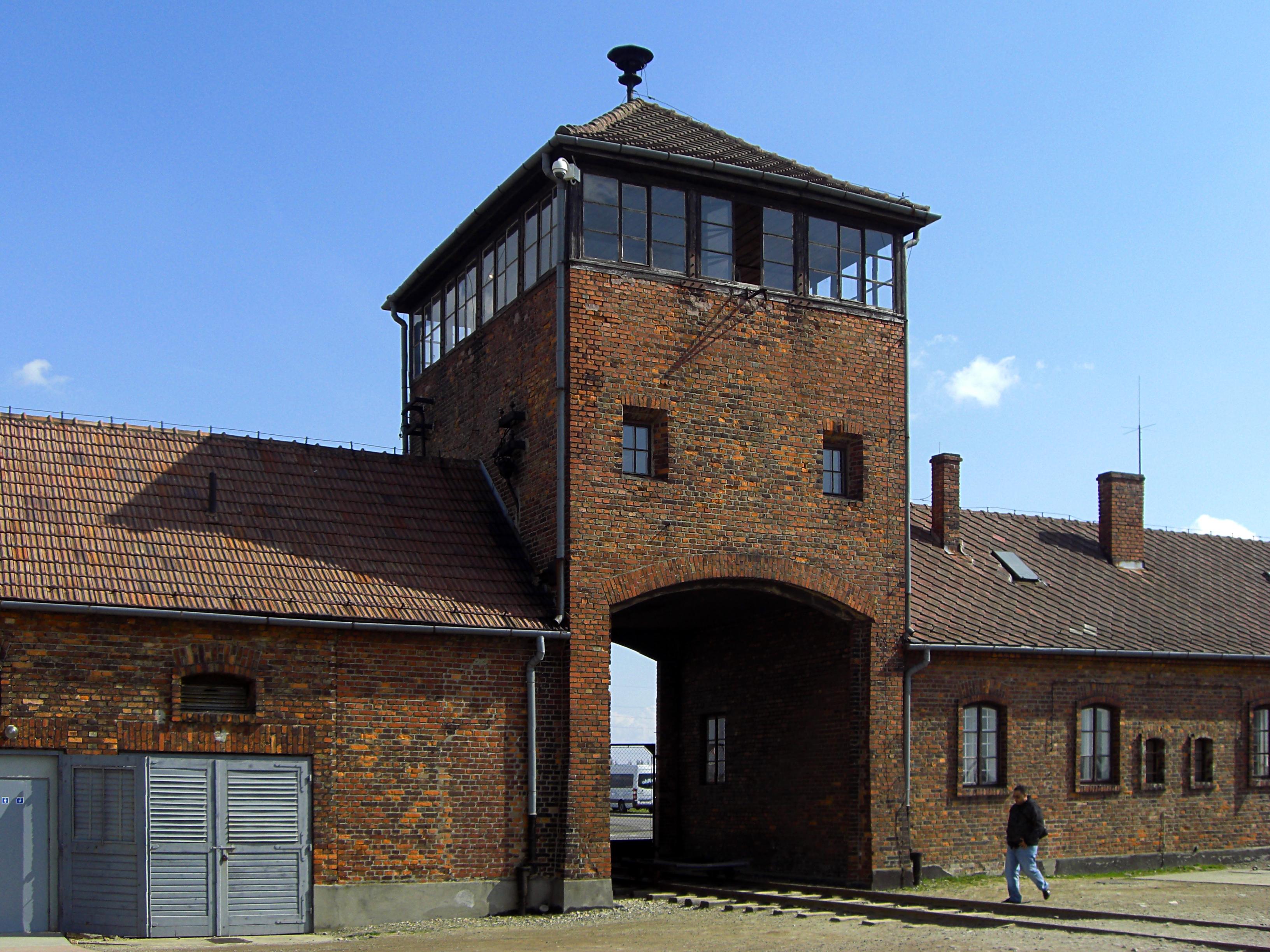
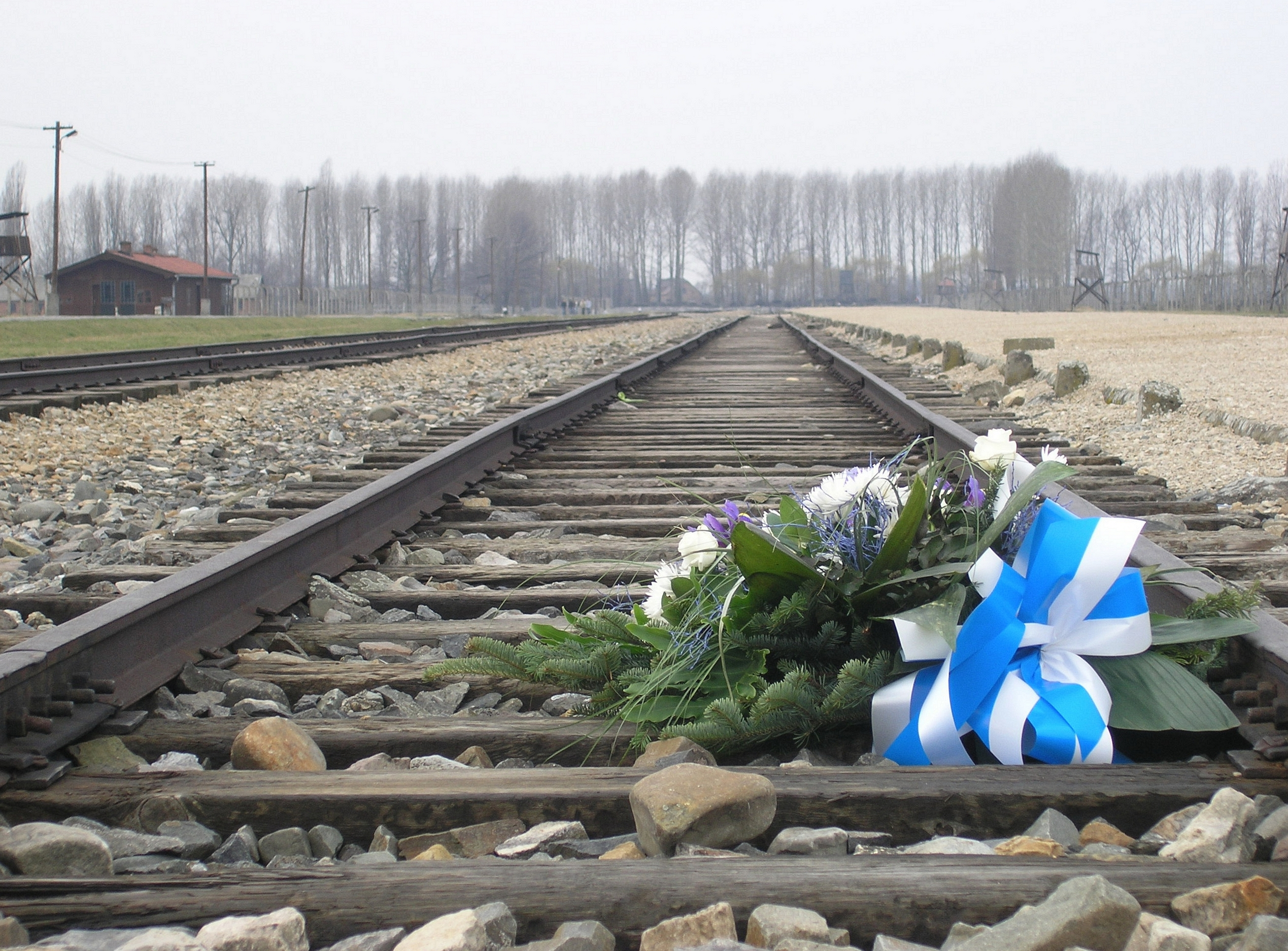
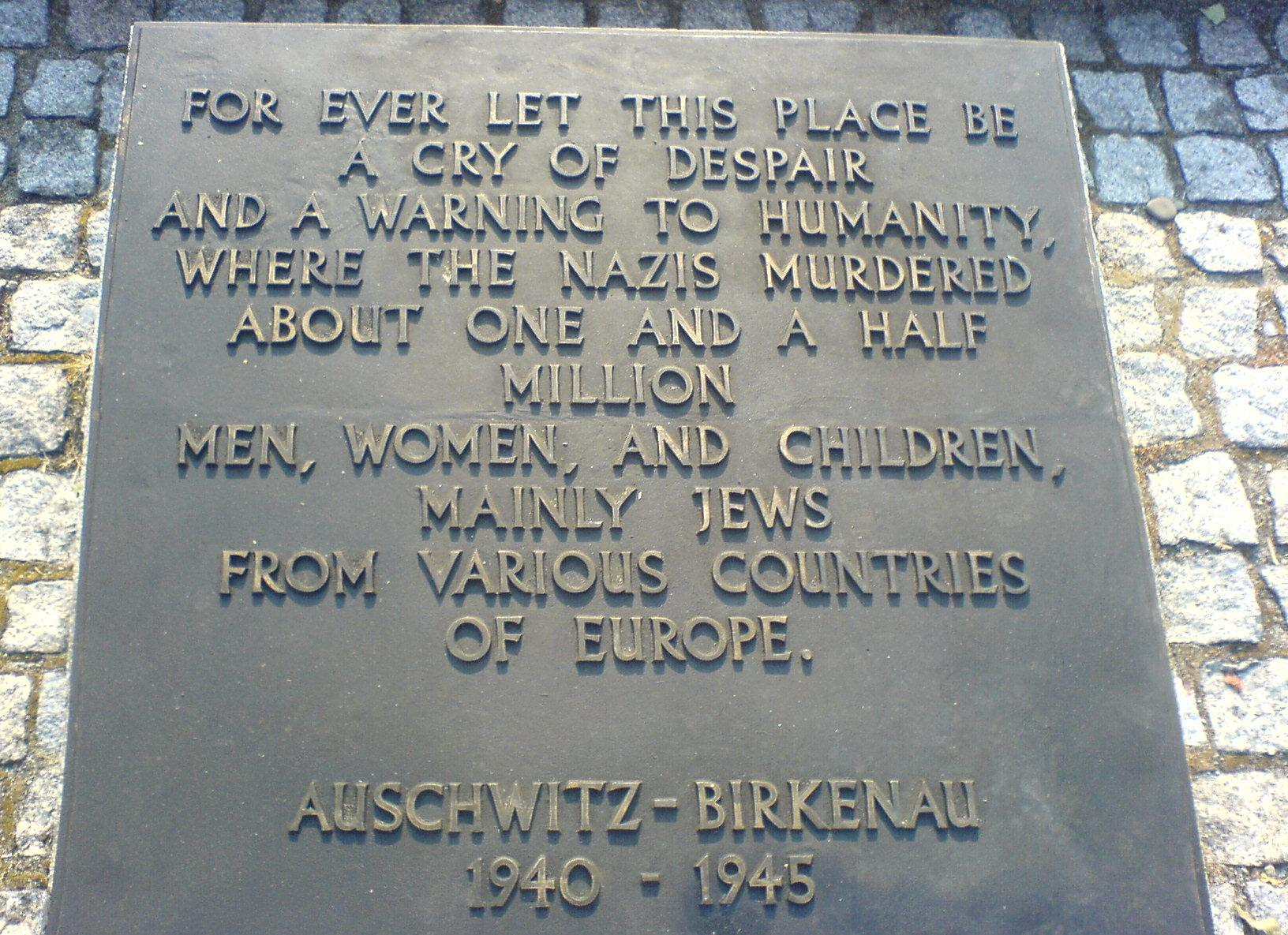
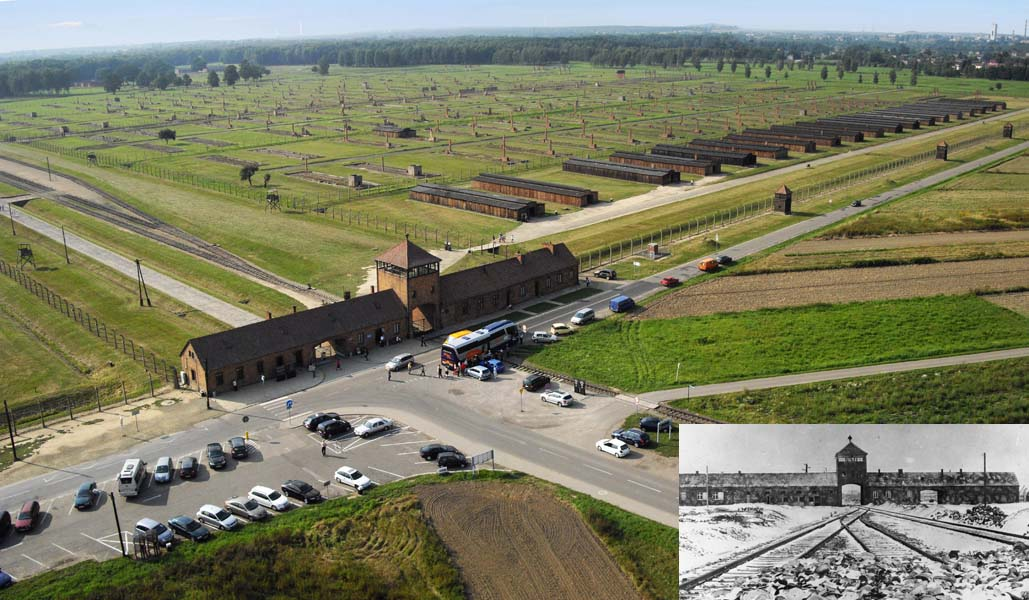
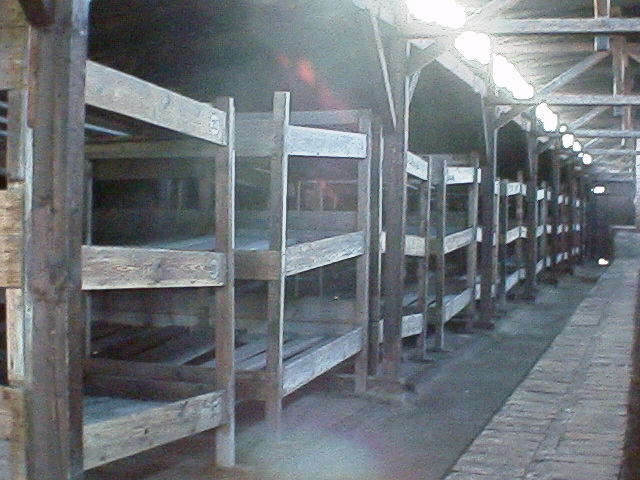
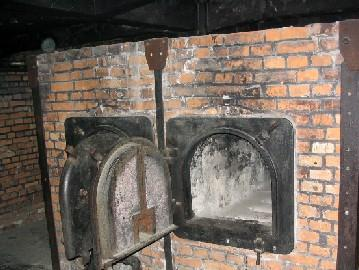

## وصلات خارجية
- أوشفيتز بيركينو، موقع من التراث العالمي.
- معسكر آوشفيتس بيركناو أكبر معسكرات الاعتقال النازية، موقع ياد فاشيم
- شهادات لناجين من معسكر أوشفيتز بيركينو على يوتيوب، موقع يوتيوب